# Кургино (Доможировське сільське поселення)
Кургино (рос. Кургино) — присілок у Лодєйнопольському районі Ленінградської області Російської Федерації.
Населення становить 11 осіб. Належить до муніципального утворення Доможировське сільське поселення.

## Історія
Згідно із законом від 20 вересня 2004 року № 63-оз належить до муніципального утворення Доможировське сільське поселення.

## Населення
| 1879 | 1905 | 1927 | 1958 | 1997 | 2007 | 2010 |
| ---- | ---- | ---- | ---- | ---- | ---- | ---- |
| 135  | ↘134 | ↗142 | ↘29  | ↘19  | ↘11  | ↘8   |
| 2014 |      |      |      |      |      |      |
| ↗11  |      |      |      |      |      |      |